# Riviera di Rimini Challenger 2008
Il Riviera di Rimini Challenger 2008 è stato un torneo di tennis facente parte della categoria ATP Challenger Series nell'ambito dell'ATP Challenger Series 2008. Il torneo si è giocato a Rimini in Italia dal 14 al 20 luglio 2008 su campi in terra rossa e aveva un montepremi di €42 500.

## Vincitori

### Singolare
Diego Junqueira ha battuto in finale  Walter Trusendi 6–4 6–3

### Doppio
Leonardo Azzaro /  Marco Crugnola hanno battuto in finale  Catalin Gard /  Matwé Middelkoop con il punteggio di 6–1 6–1